# Wettinia verruculosa
Wettinia verruculosa är en enhjärtbladig växtart som beskrevs av Harold Emery Moore. Wettinia verruculosa ingår i släktet Wettinia och familjen Arecaceae. Inga underarter finns listade i Catalogue of Life.